# Jiří Konopásek
Jiří Konopásek, né le 16 avril 1946, à Prague, en Tchécoslovaquie, est un ancien joueur tchécoslovaque de basket-ball. Il évolue durant sa carrière au poste de meneur.

## Palmarès
- 3e du championnat d'Europe 1969, 1977
- Coupe des coupes 1969